# Радь, Андрей Владимирович
Андре́й Влади́мирович Радь (укр. Андрій Володимирович Радь; род. 16 марта 1988, Львов, СССР) — украинский футболист, вратарь.

## Биография

### Клубная карьера
Начал заниматься футболом в школе в 6-м классе. Первый тренер — Владимир Вильчинский. С 2002 года по 2005 год выступал в ДЮФЛ за львовскую УФК. В 2006 году попал в «Карпаты-2», но в команде был запасным вратарём.
Зимой 2007 года присоединился к сборам к команде «Львов» и на сборах он выбил плечо. Но с клубом контракт всё же подписал. В команде в Первой лиге Украины дебютировал 16 сентября 2007 года в матче против алчевской «Стали» (3:0). «Львов» в сезоне 2007/08 занял 2-е место в Первой лиге, уступив только «Ильичёвцу» и вышел в Премьер-лигу. После того как основной вратарь клуба Марьян Марущак получил травму, Радь временно стал основным вратарём. В Премьер-лиге дебютировал 2 августа 2008 года в матче против днепропетровского «Днепра» (0:1), в этом матче Радь пропустил гол на 71 минуте от Сергея Корниленко. После следующего матча против харьковского «Металлиста» (0:0), сайт Sports.ru признал его героем 4 тура, а сайт Football.ua включил Радя в символическую сборную тура.
29 ноября 2008 года в матче на Кубок Украины против алчевской «Стали» (2:0), Радь на 30 минуте получил травму. После этого Андрей всё же пришёл на стадион, чтобы поддержать одноклубников в матче против симферопольской «Таврии». Весной 2009 года Радь не играл из-за травмы. В мае 2009 года Радь стал снова тренироваться, к тому же его приглашали в запорожский «Металлург». Его операцию проводили в Киеве в клинике Ярослава Линька, кроме этого он полгода занимался у реабилитолога. Зимой 2010 года вместе с командой поехал на сбор в Молодёжное и Анталью.
Летом 2011 года подписал годичный контракт с киевской «Оболонью».

### Карьера в сборной
В конце августа 2008 года был впервые приглашён в молодёжную сборную Украины. В октябре 2008 года был вновь приглашён в молодёжную сборную на матчи против Нидерландов и Португалии. Радь был включён в заявку на матч против Нидерландов.

### Тренерская карьера
В сентябре 2020 года стал тренером вратарей в штабе главного тренера юношеской команды львовского «Руха» Виталия Пономарёва

## Достижения
- Серебряный призёр Первой лиги Украины: 2007/08
- Победитель Второй лиги Украины: 2012/13

## Личная жизнь
Одним из его футбольных кумиров был немец Оливер Кан.